# William Balfour Baikie

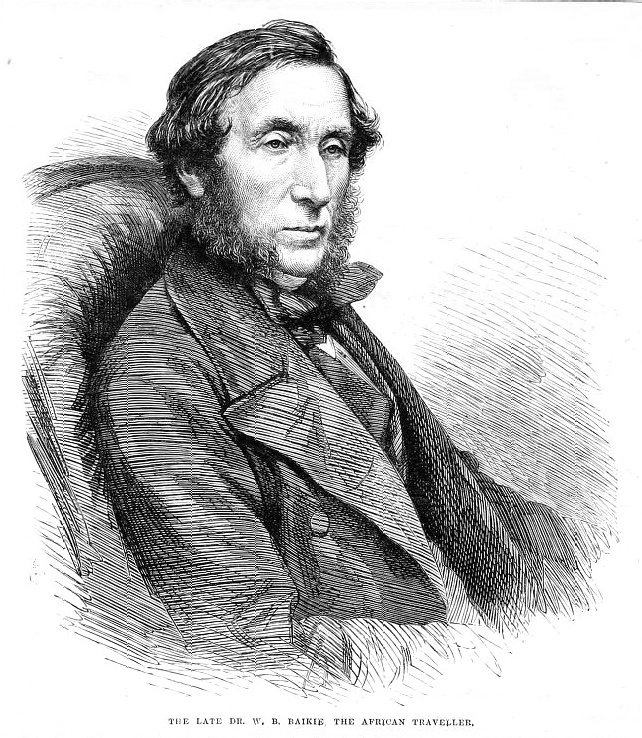
William Balfour Baikie

William Balfour Baikie (* 21. August 1824 in Kirkwall, auf Mainland (Orkney); † 30. November 1864 in Sierra Leone) war ein schottischer Afrikaforscher.

## Leben
William Baikie war der Sohn des Captain John Baikie und studierte Medizin in Edinburgh, bevor er 1848 zur britischen Marine kam. Er wurde als Marinearzt der Expedition des Dampfschiffes Pleiad zugeteilt, das unter Konsul Beecroft den Binue hinaufgehen sollte, um den deutschen Afrikaforscher Heinrich Barth zu unterstützen, der die Gegenden des Niger bereits 1851 erreicht hatte. Nachdem Beecroft auf Fernando Póo gestorben war, folgte Baikie ihm in der Führung der Expedition nach. Das Schiff ging den Binue hinauf und kehrte nach 118 Tagen an dessen Mündung in den Niger zurück, ohne einen einzigen Mann verloren zu haben. Baikie konnte während seines Aufenthalts keine genauen Informationen über das Verbleiben von Heinrich Barth erhalten.
Im März 1857 begann Baikie im Rang eines Konsuls eine neue Expedition mit der Pleiad. Nachdem das Schiff aber zu sehr beschädigt wurde, kehrten alle Teilnehmer wieder nach Großbritannien zurück – bis auf Baikie, der entschlossen war, das Expeditionsziel auf eigene Faust zu erreichen. Er ließ die Farm bei Lokoja an der Mündung des Benue in den Niger wieder errichten, die bereits 1841 von Briten angelegt worden war, mittlerweile aber wegen des Todes der Weißen wieder verfallen war. Dazu schloss Baikie einen Vertrag mit dem Fürsten der Fula von Nupe. Von dort aus bereiste er die Staaten der Hausa und sammelte Nachrichten über den Sudan. Er sammelte auch das Vokabular von annähernd 50 afrikanischen Dialekten und übersetzte auch Teile der Bibel ins Hausa. Unter seiner Anleitung wurde ein geordneter Handelsverkehr eingerichtet und er vergrößerte auch das Einflussgebiet von Großbritannien in der Region.
William Baikie trat für die Abschaffung des Sklavenhandels ein. Nachdem ihn ein britisches Schiff von seiner Station abgeholt hatte, um ihn in die Heimat zurückzubringen, starb er unterwegs am 30. November 1864 in Sierra Leone.

## Schriften
- Narrative of an Exploring Voyage up the Rivers Kwora and Binue in 1854. 1856.
- Observations on the Hausa and Fuifuide [d. i. Fula] Languages. Privatdruck, 1861.
- Correspondence with British Ministers and agents in foreign countries and with foreign ministers in England, relating to the slave trade, 1862 – Presented to Parliament. London 1863 (Nachrichten zum Sudan).